# Крајнидел
Крајнидел (до 1980. године Крајни Дел) (алб. Kranidelli/Temali) је насеље у општини Косовска Каменица на Косову и Метохији. Атар насеља се налази на територији катастарске општине Крајнидел површине 986 ha. Крајни Дел је данас албанско село удаљено десетак километара од Косовске Каменице. На месту које се данас зове Селиште постојало је старо насеље, али се о њему не зна ништа, чак ни у усменом народном предању.
У турском попису из средине 15. века Крајњи Дел се помиње под именом „Кранидол“. Село је већ тада било запустело, док је у манастиру Св. Луке још било монаха. У Крајни Дел Албанци су почели да се досељавају почетком 19. века.

## Демографија
Насеље има албанску етничку већину.
Број становника на пописима:
- попис становништва 1948. године: 628
- попис становништва 1953. године: 633
- попис становништва 1961. године: 592
- попис становништва 1971. године: 491
- попис становништва 1981. године: 378
- попис становништва 1991. године: 386